# Pseudechiniscus distinctus
Pseudechiniscus distinctus är en djurart som tillhör fylumet trögkrypare, och som beskrevs av Mihelcic 1951. Pseudechiniscus distinctus ingår i släktet Pseudechiniscus och familjen Echiniscidae. Inga underarter finns listade i Catalogue of Life.